# Mistrzostwa Polski w Biegach Narciarskich 2022
Mistrzostwa Polski w Biegach Narciarskich 2022 – zawody w biegach narciarskich rozegrane w dniach 11–12 stycznia oraz 25–27 marca 2022 roku w Zakopanem. Organizatorem mistrzostw był Polski Związek Narciarski (PZN).
Zawody (z wyłączeniem sztafet) były jednocześnie zawodami Pucharu Kontynentalnego Slavic Cup. W zawodach startowali także przedstawiciele między innymi Czech i Słowacji.

## Terminarz i medaliści
| Data             | Miejscowość | Konkurencja                      | Złoto                                                                        | Srebro                                                                                       | Brąz                                                                                            | Źródło |
| ---------------- | ----------- | -------------------------------- | ---------------------------------------------------------------------------- | -------------------------------------------------------------------------------------------- | ----------------------------------------------------------------------------------------------- | ------ |
| 11 stycznia 2022 | Zakopane    | sprint stylem dowolnym kobiet    | Monika Skinder                                                               | Izabela Marcisz                                                                              | Magdalena Kobielusz                                                                             | [ 1 ]  |
| 11 stycznia 2022 | Zakopane    | sprint stylem dowolnym mężczyzn  | Dominik Bury                                                                 | Maciej Staręga                                                                               | Mateusz Haratyk                                                                                 | [ 2 ]  |
| 12 stycznia 2022 | Zakopane    | 10 km stylem klasycznym kobiet   | Izabela Marcisz                                                              | Monika Skinder                                                                               | Magdalena Kobielusz                                                                             | [ 3 ]  |
| 12 stycznia 2022 | Zakopane    | 15 km stylem klasycznym mężczyzn | Dominik Bury                                                                 | Mateusz Haratyk                                                                              | Maciej Staręga                                                                                  | [ 4 ]  |
| 25 marca 2022    | Zakopane    | sztafeta kobiet 4 x 5 km         | MKS Istebna Karolina Kukuczka Julia Rucka Martyna Michałek Anna Probosz      | MULKS Grupa Oscar Tomaszów Lubelski Karolina Kuć Monika Skinder Kamila Harbuz Anna Berezecka | LKS Klimczok Bystra Weronika Jarecka Martyna Mańdok Maria Jakubiec Emilia Dobija                | [ 5 ]  |
| 25 marca 2022    | Zakopane    | sztafeta mężczyzn 4 x 7,5 km     | KS AZS AWF Katowice Kamil Bury Michał Skowron Michał Boreczek Kacper Antolec | UKS Regle Kościelisko Robert Bugara Paweł Bryja Sebastian Bryja Kacper Guńka                 | MULKS Grupa Oscar Tomaszów Lubelski Bartosz Cielniak Szymon Bełz Bartosz Kita Wojciech Nieścior | [ 6 ]  |
| 26 marca 2022    | Zakopane    | 5 km stylem klasycznym kobiet    | Monika Skinder                                                               | Karolina Kukuczka                                                                            | Weronika Jarecka                                                                                | [ 7 ]  |
| 26 marca 2022    | Zakopane    | 10 km stylem klasycznym mężczyzn | Dominik Bury                                                                 | Kamil Bury                                                                                   | Michał Skowron                                                                                  | [ 8 ]  |
| 27 marca 2022    | Zakopane    | 7,5 km stylem dowolnym kobiet    | Monika Skinder                                                               | Karolina Kukuczka                                                                            | Andżelika Szyszka                                                                               | [ 9 ]  |
| 27 marca 2022    | Zakopane    | 12,5 km stylem dowolnym mężczyzn | Kamil Bury                                                                   | Maciej Staręga                                                                               | Kacper Antolec                                                                                  | [ 10 ] |